# لويس موران
لويس موران (بالإسبانية: Luis Morán) (مواليد 26 يوليو 1987 في لوانكو - إسبانيا) لاعب كرة قدم إسباني يلعب حاليا لصالح نادي الدرجة الأولى ريال سبورتنغ خيخون الإسباني منذ 2006 في مركز الجناح الأيمن كما يجيد اللعب في مركز المهاجم .

## روابط خارجية
- لويس موران على موقع قاعدة بيانات كرة القدم.إي يو (الإنجليزية)
- لويس موران على موقع Soccerway.com (الإنجليزية)
- لويس موران على موقع كووورة
- لويس موران على موقع AS.com (الإسبانية)